# Il ragazzo selvaggio
Il ragazzo selvaggio (L'Enfant sauvage) è un film del 1970 diretto e interpretato da François Truffaut.
Il film, che segna la prima di una serie di collaborazioni tra Truffaut e il direttore della fotografia spagnolo Néstor Almendros, fu girato dal luglio al settembre 1969 in Alvernia e a Parigi, e fu proiettato in pubblico la prima volta il 26 febbraio 1970. Il film è ispirato alla storia realmente accaduta di Victor dell'Aveyron, raccontata da Jean Itard, che ebbe un forte impatto nella nascita della cosiddetta "pedagogia speciale".

## Trama
Nel 1800, nel dipartimento francese dell'Aveyron, un gruppo di cacciatori trova e cattura in una foresta un bambino. Nudo e dall'aspetto sudicio, viene accolto in un piccolo villaggio destando l'interesse e la curiosità degli abitanti. La sua condotta si rivela ben presto incompatibile con il vivere del paese: egli graffia e morde chi gli si avvicina, ringhi e ruggiti sono la sua unica possibilità di comunicazione. Il caso accende e delude la curiosità di Parigi, che rinchiude il ragazzo nell'Istituto per Sordomuti, sotto l'osservazione di psichiatri e psicologi. Soltanto il medico Itard, rifiutando la tesi dei colleghi che reputano il bambino un ritardato mentale irrecuperabile, decide di approfondire lo studio tentando un'educazione.
Il bambino viene così condotto a casa del medico che inizierà a prendersene cura cercando un possibile reinserimento del selvaggio nella vita sociale. Così, insieme alla governante Madame Guérin, ogni azione diviene motivo di apprendimento, con le rispettive ricompense e punizioni. Pochi i progressi del ragazzo: la parola “lait” (latte), ad esempio, viene pronunciata da questi soltanto nel momento in cui, dopo richieste attraverso urla e crisi convulse, aveva ottenuto ciò che voleva (il latte, appunto), senza stabilire per questo un'effettiva comunicazione. È proprio durante una prova di apprendimento dei suoni delle vocali che il bambino viene chiamato Victor, per il suo strano modo di girarsi nel momento in cui sentiva “oh”. I progressi di Victor si riassumono nella comprensione di piccole domande abbinate a dei compiti estremamente semplici, come “portami dell'acqua”.
Crescerà col tempo il timore, da parte del medico, di una possibile fuga del ragazzo, dal momento in cui si legge in lui un'irrefrenabile voglia di libertà; la luna sembra rasserenarlo quando è alta nel cielo, e niente gli dà più sollievo che bere dell'acqua osservando candidamente la foresta innanzi a lui.

## Riconoscimenti
- 1970 - National Board of Review
  - Miglior film straniero
  - Miglior regista
- 1970 - Seminci
  - Lábaro de oro
- Christopher award
- Premio Fémina Belge
- National Catholic Award